# Reid Scott

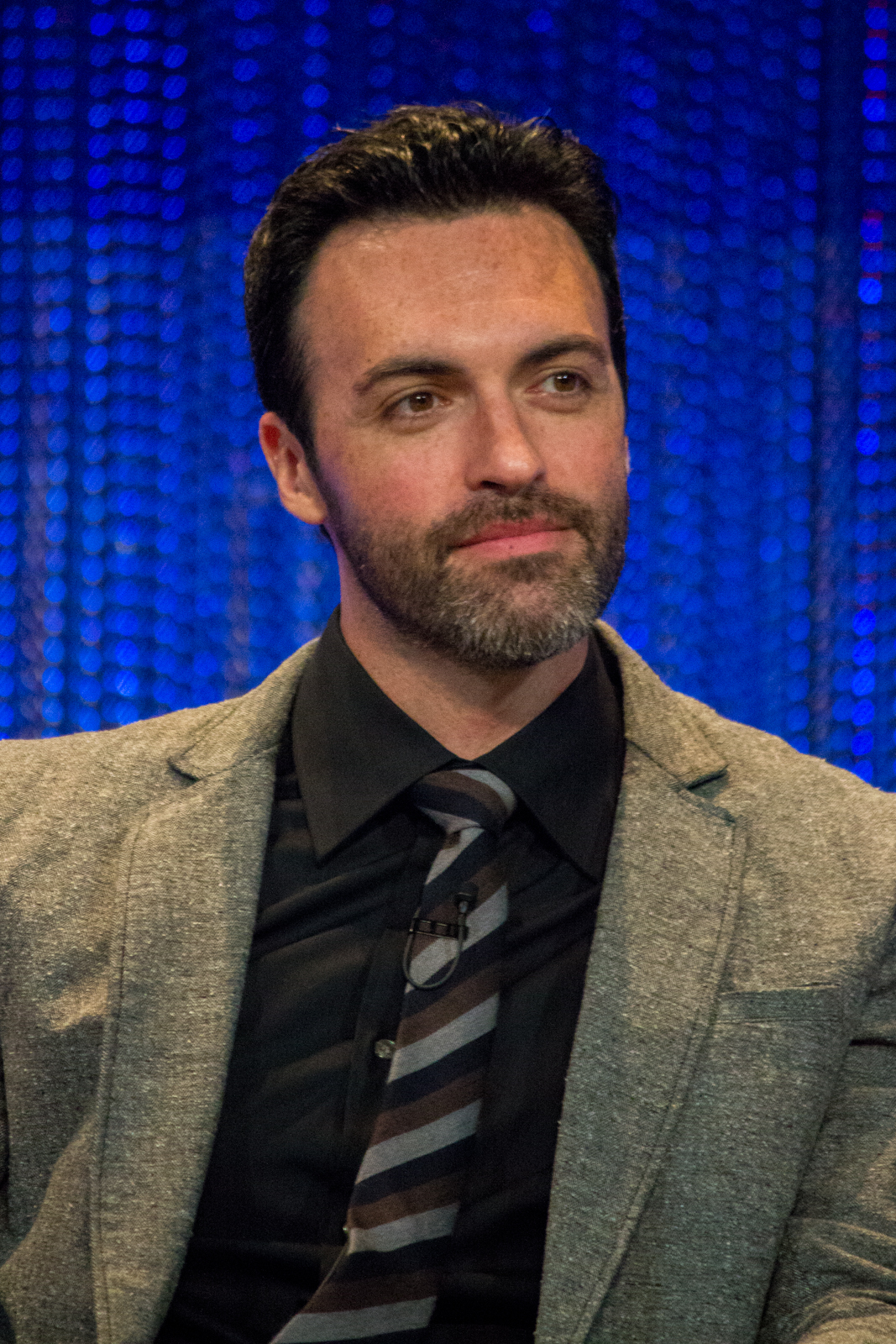
Reid Scott (2014)

Reid Scott (* 19. November 1977 in Albany, New York) ist ein US-amerikanischer Schauspieler. Er wurde vor allem durch seine Rolle als Brendan Dorff in der Sitcom My Boys bekannt. Er trat außerdem in verschiedenen Werbespots, der Fernsehserie All My Children und in der Theaterproduktion Cargo auf.

## Leben
Scott wurde am 19. November 1977 in Albany, New York geboren. Er besuchte die Syracuse University und zog anschließend nach New York City, um dort eine Filmkarriere zu beginnen. Er lebt zurzeit in Los Angeles.
Nach Rollen in der Dailysoap All My Children, dem Theaterstück Cargo und verschiedenen Werbespots, zog Reid an die Westküste und bekam eine Hauptrolle im Pilotfilm zu With You In Spirit für den Sender Fox. In dieser sollte er einen Charakter spielen, der auf Steve Levitan, dem Erfinder der Serie, beruhte. Die Serie wurde jedoch nie weitergeführt.
Danach zog er mehrfach von New York nach Los Angeles und umgekehrt. Er arbeitete beständig für  Fernsehen und Kino. In My Boys, einer Sitcom des Senders TBS, spielte er einen der Hauptcharakter. Scott war außerdem Hauptdarsteller der Sitcom Absolut relativ.
Scott gehörte außerdem zum Cast von Showtimes The Big C. Dort übernahm er die Rolle des Onkologen des Hauptcharakters (gespielt von Laura Linney).
Von 2012 bis 2019 spielte er die Rolle des Dan Egan in der HBO-Serie Veep – Die Vizepräsidentin.

## Filmografie (Auswahl)
- 2002: Die wilden Siebziger (The 70's Show, Fernsehserie, Episode 5x06)
- 2002–2005: American Dreams (Fernsehserie, 4 Episoden)
- 2003: Hallo Holly (What I Like About You, Fernsehserie, Episode 1x12)
- 2003–2004: Absolut relativ (It's All RelativeFernsehserie, 22 Episoden)
- 2005: CSI: Vegas (CSI – Crime Scene Investigation, Fernsehserie, Episode 5x12)
- 2006–2010: My Boys (Fernsehserie, 49 Episoden)
- 2007: Bones – Die Knochenjägerin (Bones, Fernsehserie, Episode 2x14)
- 2008: CSI: NY (Fernsehserie, Episode 4x14)
- 2009: Hawthorne (Fernsehserie, Episode 1x08)
- 2009: The Ex List (Fernsehserie, Episode 1x06)
- 2009–2010: The Secret Life of the American Teenager (Fernsehserie, 9 Episoden)
- 2010–2011: The Big C (Fernsehserie, 10 Episoden)
- 2011: Mad Love (Fernsehserie, Episode 1x06)
- 2012: Hot in Cleveland (Fernsehserie, Episode 3x14)
- 2012–2019: Veep – Die Vizepräsidentin (Veep, Fernsehserie, 65 Episoden)
- 2013: Perception (Fernsehserie, Episode 2x07)
- 2014: New Girl (Fernsehserie, Episode 4x01)
- 2015: Für die zweite Liebe ist es nie zu spät (I'll See You in My Dreams)
- 2015: Zoo (Fernsehserie, Episode 1x01)
- 2016: Der Kult – Die Toten kommen wieder (The Veil)
- 2018: Venom
- 2019: Late Night
- 2019: Why Women Kill (Fernsehserie, 10 Episoden)
- 2019: Black and Blue
- 2021: Venom: Let There Be Carnage
- 2022–2023: The Marvelous Mrs. Maisel (Fernsehserie, 12 Episoden)
- 2024: Als du mich sahst (The Idea of You)